# Nationale Universität Usbekistan
Die Nationale Universität Usbekistans, benannt nach Mirza Ulugh Beg (usbekisch: Mirzo Ulugʻbek nomidagi Oʻzbekiston Milliy Universiteti, russisch Национальный университет Узбекистана имени Мирзо Улугбека Nazionalny Uniwersitet Usbekistana imeni Mirso Ulugbeka) ist die älteste und größte Hochschule in Usbekistan. Sie war die erste sowjetische Universität in Zentralasien und Kasachstan. Die 1918 gegründete und heute nach dem Timuriden-Fürsten und Astronomen Mirza Ulugh Beg (1394–1449) benannte Universität befindet sich in der usbekischen Hauptstadt Taschkent. Ihr Rektor ist Avazjon Raximovich Maraximov.

## Geschichte, Namensänderungen
Die Universität wurde 1918 als Volksuniversität Turkestan auf dem ehemaligen Gelände der Militärakademie und des ehemaligen Palastes des Großherzogs Nikolai Konstantinowitsch von Russland mit 1200 Studenten eröffnet. Ihr erster Rektor war
Gleb Nikanorowitsch Tscherdanzew (1885–1958).

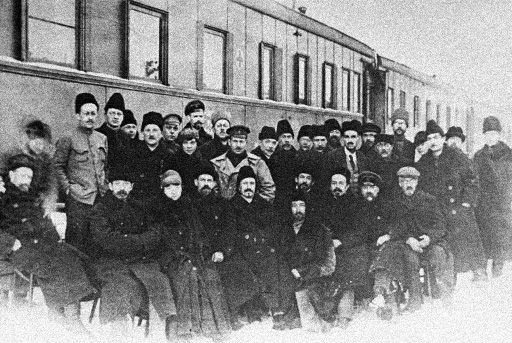
Fotografie vom „Wissenschaftlerzug“ (Februar 1920) mit den ersten Lehrern für die neu gegründete erste staatliche Universität in Zentralasien in Taschkent

1920 wurde sie als Staatliche Universität Turkestan (russ. Туркестанский государственный университет) reorganisiert.
Im Juli 1923 wurde sie in Erste zentralasiatische staatliche Universität (russ. Perwy Sredneasiatski Gossudarstwenny Uniwersitet / Первый Среднеазиатский Государственный Университет) umbenannt. Diesen Namen behielt sie Ende der 1950er-Jahre bei.
1960 wurde der Name geändert in Staatliche Universität Taschkent W. I. Lenin (russ. Ташкентский государственный университет им В. И. Ленина).
Nach der Unabhängigkeit der Republik Usbekistan nach dem Zerfall der Sowjetunion wurde sie schließlich die Nationale Universität Usbekistan.

## Verschiedenes
In den 1920er-Jahren (insbesondere aus Moskau, der Hauptstadt der neuen Sowjetunion) kamen viele Akademiker aus der westlichen UdSSR nach Zentralasien, und in der Zeit des Zweiten Weltkriegs wurden viele Wissenschaftler nach Zentralasien evakuiert. Durch die Anwesenheit einer signifikanten Anzahl russischsprachiger Sowjetbürger entwickelte sich in der Stadt Taschkent wie auch in Alma-Ata eine Infrastruktur im europäischen Stil.